# Antonio Gandin
Antonio Gandin (né à Avezzano le 13 mai 1891 et mort à Céphalonie le 24 septembre 1943) est un général italien décoré de la Médaille d'or à la valeur militaire à la mémoire pour les faits tragiques de Céphalonie de septembre 1943. 

## Biographie
Antonio Gandin est diplômé en littérature et, après avoir fréquenté l'Académie militaire de Modène, il  participe à la guerre italo-turque et à la Première Guerre mondiale. Pendant la bataille du Piave, Gandin est officier de l'état-major de sa division. Après la Première Guerre mondiale, il est affecté au ministère de la Guerre et enseigné dans diverses écoles militaires et, lorsque la Seconde Guerre mondiale éclate, il est   en tant que général à la tête de 33e division d'infanterie ''Acqui'' sur l'île de Céphalonie. A l'annonce de l'armistice de l'Armistice de Cassibile du 8 septembre 1943, convaincu de pouvoir éviter un affrontement sanglant avec les Allemands, il entame des négociations avec le commandement de la garnison allemande de l'île, forte d'environ deux mille soldats. Mais ses officiers et ses soldats sont déterminés à lutter contre les nazis, également avec la collaboration des partisans grecs et les tractations échouent. Dans les batailles qui se déroulèrent entre le 15 et le 22 septembre 1943, les Italiens réussirent à forcer les Allemands à quitter l'île. Mais les nazis, de retour en force et avec le soutien massif de l'armée de l'air, ont réussi à prendre le dessus. Ayant pris possession de Céphalonie, ils ont commencé le massacre des soldats italiens tombés entre leurs mains. Gandin a été fusillé et sa dépouille n'a jamais été retrouvée. 
Décoré à titre posthume de la Médaille d'or à la valeur militaire à la mémoire, des rues et des écoles d'Avezzano et d'autres municipalités italiennes portent son nom. La caserne qui, depuis 1959, abrite le 1er Régiment de Grenadiers de Sardaigne à Rome porte également son nom.